# Callopistria pteridis
Callopistria pteridis är en fjärilsart som beskrevs av Fabricius 1794. Callopistria pteridis ingår i släktet Callopistria och familjen nattflyn. Inga underarter finns listade i Catalogue of Life.